# Aérodrome de Valréas - Visan
 (avril 2025).
L'  aérodrome de Valréas - Visan  (code OACI : LFNV) est un aérodrome du département de Vaucluse. Créée en 1964, l'emprise de l'aérodrome appartient depuis le début des années 2000 à la Fédération Française Aéronautique.

## Situation
L'aérodrome est situé à 8 km au sud-ouest de Valréas, sur la commune de Visan. L'emprise est de 17 ha. 

## Agrément
L'aérodrome de Valréas-Visan fait partie de la liste n°1 (aérodromes ouverts à la circulation aérienne publique) des aérodromes autorisés au 31 janvier 2010 (décret : NOR :DEVA1012766K).

## Infrastructures
L'aérodrome est doté d'une seule piste orientée 02/20 (QFU 020/200) de 1 020 m de long sur 50 m de large non revêtue.
L'aérodrome est agréé pour le VFR de nuit avec limitations (réservé aux utilisateurs basés ou agréé par la DSAC Sud-Est).
Seul le ravitaillement en AVGAS 100LL est possible sur demande. Il n'y a ni douanes, ni police, mais un SSLIA (Service de Sauvetage et de Lutte contre l'Incendie des Aéronefs) de niveau 1.
Pas de service de contrôle, le trafic s'effectue par la fréquence d'auto-information : 120.060 Mhz.
Le gestionnaire de l'aérodrome est l'aéroclub du Haut Comtat.

## Rattachements
Valréas - Visan est un petit aérodrome qui dépend du district aéronautique Provence et ne dispose pas de services de la DGAC. Pour l'information aéronautique, la préparation des vols et le dépôt des plans de vol, il est rattaché au BRIA (Bureau Régional d'Information aéronautique) de l'Aéroport Marseille Provence.
Pour le suivi des vols VFR avec plan de vol et pour le service d'alerte, l'aérodrome dépend du bureau des télécommunications et d'information en vol (BTIV) du Centre en route de la navigation aérienne Sud-Est d'Aix-en-Provence.

## Entreprise ou association à vocation aéronautique sur l'aérodrome

### Aéroclub
ACB du Haut Comtat